# Política das Filipinas

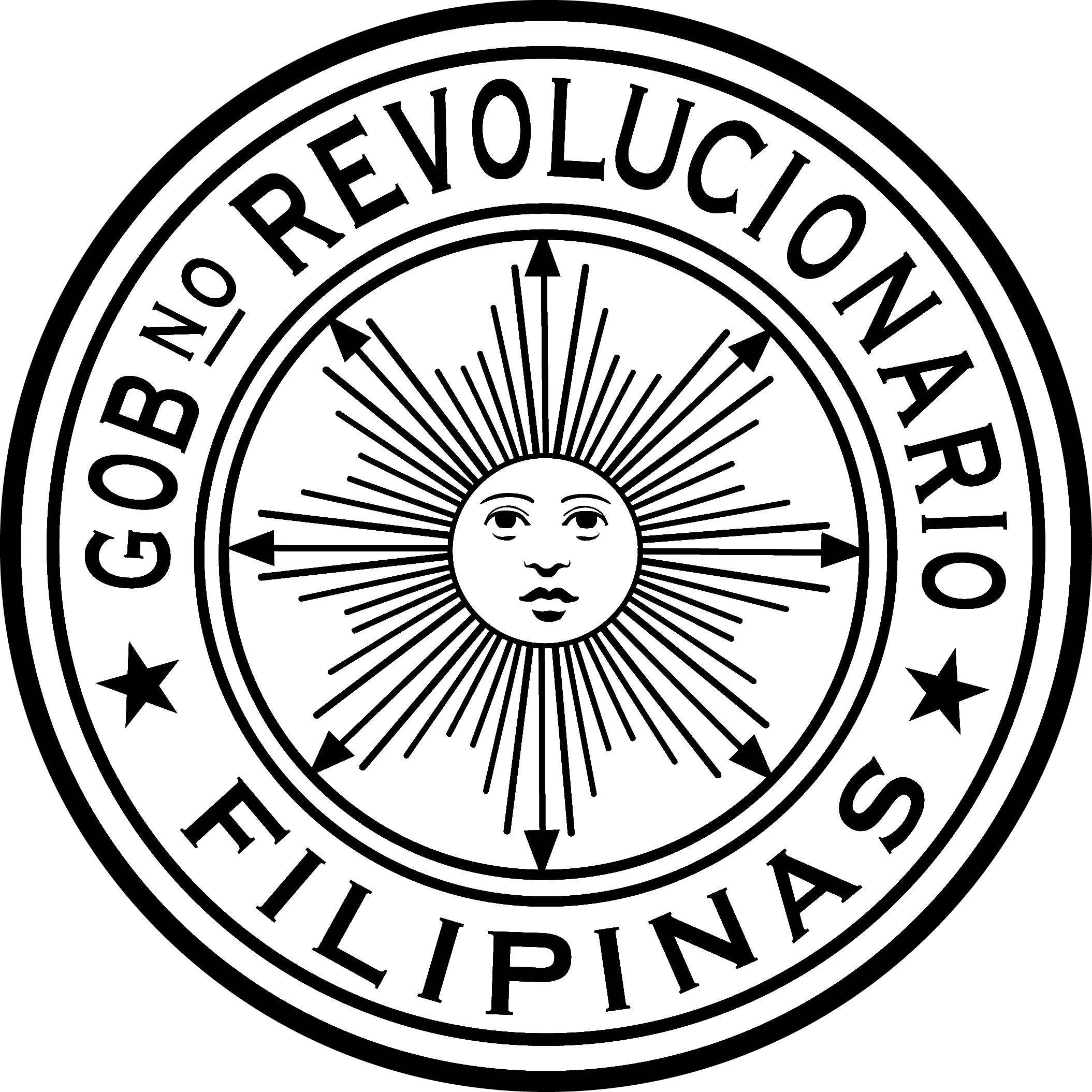
Selo do Governo Revolucionário das Filipinas (1899)

A Política das Filipinas é transformada por uma república democrática ou representativa onde o presidente é tanto o chefe de estado quanto o chefe de governo com o sistema de monções. Este sistema gira em torno de três ramos separados e soberanos, mas interdependentes: o poder legislativo (o órgão legislativo), o poder executivo (o órgão encarregado do cumprimento da lei) e o poder judiciário (o órgão que interpreta a lei). O poder executivo é exercido pelo governo sob a liderança do presidente. O poder legislativo está investido tanto no governo quanto no Congresso de duas câmaras - o senado - (a câmara superior) e a câmara dos representantes (a câmara inferior). O Poder judiciário é investido nos tribunais com a Suprema Corte das Filipinas como o mais alto órgão judicial.